# Зона Любэ
«Зона Любэ» — третий студийный альбом группы «Любэ», выпущенный в 1994 году.
Этапной в творчестве группы стала работа над кинофильмом «Зона Любэ» режиссёра Дмитрия Золотухина. Работа над альбомом, который дал название фильму, длилась около двух лет. В основу сценария легли новые песни, каждая из которых — законченная музыкальная новелла.
Песни альбома отличаются своей разноплановой тематикой: с одной стороны группа продолжает свой стиль характерный для предыдущих альбомов (песни: «Шпарю», «Дорога»), с другой стороны нововведением стали песни в стиле рок-баллад («Луна», «Младшая сестренка»). Альбом «Зона Любэ» стал лучшим среди отечественных CD в номинации продюсерской работы и звука по итогам 1994 года в России, за победу среди более чем шестидесяти российских фирм грамзаписи он удостоен приза «Бронзовый волчок». Творческий подход в оформлении альбома получил высокую оценку среди американских дизайнерских фирм.
Владимир Завьялов (Афиша Daily) в ретроспективном обзоре творчества «Любэ» назвал «Зону Любэ» лучшим альбомом группы — коллектив то «превращается в настоящую рок-группу» («Сирота казанская», «Бабу бы»), то внимательно использует шансонную лирику («Дорога»), а завершающую альбом композицию «Конь» описал как, «возможно, главное наследие Матвиенко и Шаганова».

## Список композиций
Вся музыка написана И. Матвиенко.
| №                   | Название               | Текст песни         | Длительность |
| ------------------- | ---------------------- | ------------------- | ------------ |
| 1.                  | «Сирота казанская»     | В. Баранов          | 4:39         |
| 2.                  | «Бабу бы»              | А. Шаганов          | 3:19         |
| 3.                  | «Шпарю»                | А. Шаганов          | 3:38         |
| 4.                  | «Дорога»               | А. Шаганов          | 5:00         |
| 5.                  | «На воле»              | М. Андреев          | 6:01         |
| 6.                  | «Белый лебедь»         | М. Андреев          | 5:16         |
| 7.                  | «Луна»                 | М. Андреев          | 5:52         |
| 8.                  | «Младшая сестрёнка»    | А. Шаганов          | 4:05         |
| 9.                  | «Ты прости меня, мама» | А. Шаганов          | 3:29         |
| 10.                 | «Конь»                 | А. Шаганов          | 3:38         |
| Общая длительность: | Общая длительность:    | Общая длительность: | 44:57        |

Переиздания:
1. Юбилейное издание, выпущенное в 2002 году к 10-летию группы. В альбом добавлены Bonus-tracks live:
Вся музыка написана И. Матвиенко.
| №   | Название              | Текст песни | Длительность |
| --- | --------------------- | ----------- | ------------ |
| 11. | «Атас»                | А. Шаганов  | 3:24         |
| 12. | «Трамвай „Пятёрочка“» | М. Андреев  | 4:42         |
| 13. | «Скоро дембель»       | М. Андреев  | 3:56         |

2. Юбилейное издание, выпущенное к 25-летию группы без изменения треклиста альбома. Выпуск: на LP-носителях (винил) — 2014 г., на CD — 2015 г.

## Участники записи

### Любэ
- Николай Расторгуев — вокал
- Анатолий Кулешов — хормейстер
- Виталий Локтев — клавишные
- Александр Николаев — бас-гитара
- Сергей Перегуда — гитара
- Александр Ерохин — ударные

### Дополнительные музыканты
- Игорь Матвиенко — аранжировка, клавишные
- Н. Девлет-Кильдеев — гитара
- С. Башлыков (1-5, 7-9), А. Николаев (6) — бас-гитара
- А. Косорунин — ударные
- А. Ельникова (3, 4), А. Семавин (3, 4), Ю. Репин (3, 4) — балалайка, домра, баян
- И. Матвиенко, А. Кулешов — хоровая обработка (10)
- Хор под управлением Анатолия Кулешова: А. Кулешов (1-6, 10-тенор), О. Наумов (1, 3, 4, 10), Н. Расторгуев (1, 3, 4, 5), Н. Коновалов (1, 3, 4), О. Зенин (2), Е. Насибулин (2), А. Тарасов (5, 10), Ю. Вишняков (6, 10), Б. Чепиков (6, 10), А. Батуркин (10), С. Вепримцев (10), П. Сучков (10), А. Калан (10), Н. Киреев (10), С. Понасенков (10), А. Цуканов (10), С. Цуканов (10), А. Фёдоров (10), С. Копченков (10), В. Балкаров (10), А. Журавлев (10).

### Производство
- Игорь Матвиенко — композитор, художественный руководитель
- Александр Шаганов, Михаил Андреев, Владимир Баранов — авторы стихов
- Василий Крачковский — звукорежиссёр
- Студия «Мосфильм» — запись
- Audiorent (Германия) / В. Крачковский («Мосфильм») — мастеринг
- Андрей Чеснов — исполнительный директор
- Г. Никитенко, Е. Военский — фотографии
- Д. Перышков, Л. Фейгин (DirectDesign) — дизайн обложки
- Д. Персин, Н. Цветков, Ю. Земский — административная группа